# Gargazon
Gargazon ([ˈɡarɡatsoˑn]; italienisch: Gargazzone) ist eine italienische Gemeinde mit 1778 Einwohnern (Stand 31. Dezember 2023) in Südtirol. Sie liegt 10 Kilometer südlich der Kurstadt Meran und 15 Kilometer nordwestlich von Bozen, auf der östlichen Talseite des Etschtals.

## Geographie

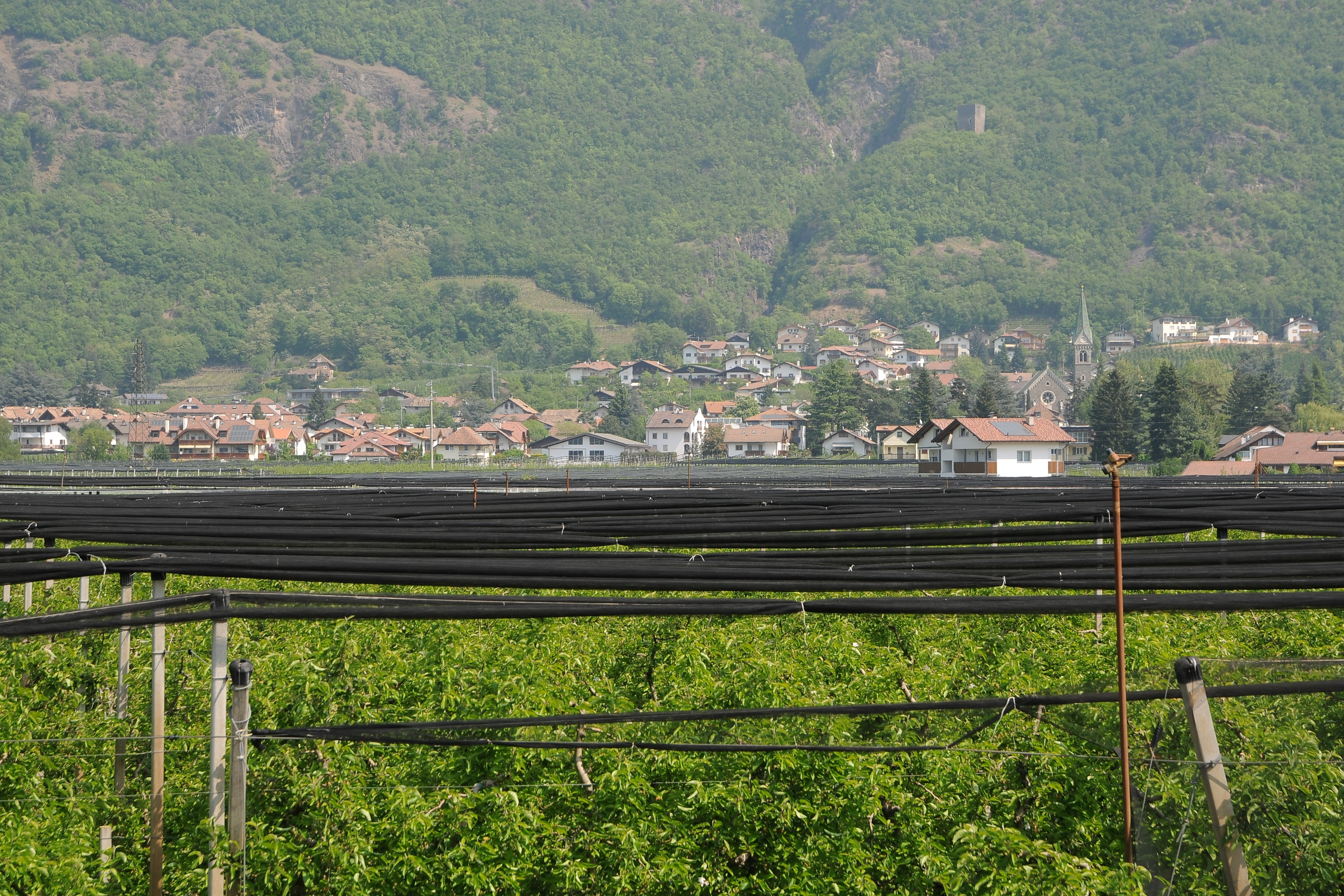
Blick auf Gargazon von Westen

Die Gemeinde Gargazon befindet sich im Burggrafenamt im Etschtal zwischen Meran und Bozen. Während das Gemeindegebiet Flächen beiderseits der Etsch umfasst, liegt das Dorf auf der orographisch linken, östlichen Talseite auf dem Schwemmkegel des Aschler bzw. Gargazoner Bachs. Das Ortszentrum befindet sich auf etwa 270 m Höhe; dahinter steigt das Gelände zu den Hängen des Tschögglbergs an, die aber nur in Talnähe bis etwa 400 m Höhe zur Gemeinde gehören.
Der Aschler Bach bildet direkt nördlich des Dorfzentrums die Gemeindegrenze zu Burgstall. Noch heute kann der Aschler Bach, der mehrere schöne Wasserfälle aufweist, bei Unwetter gefährlich werden. In den Jahren 1960 und 1966 haben seine Wassermassen die Obstanlagen in der Talebene überflutet und große Schäden angerichtet.

## Geschichte
Das früheste Schriftzeugnis ist von 1027 und lautet „Garganzano fluvio“. Das Wort geht auf den lateinischen Prädialnamen Gargantius/Carcontius zurück. Allerdings sind diese Personennamen nicht wirklich nachweisbar. Ein anderer Ansatz erklärt den Ortsnamen mit lat. gargarizare (‚gurgeln‘). In Verbindung mit der Tatsache, dass sich das früheste Schriftzeugnis auf einen Fluss (fluvius) bezieht, wäre die Hypothese eines Baches mit gurgelndem Geräusch durchaus vorstellbar. Der Name des Aschler Baches lautet noch heute im unteren Teil Gargazoner Bach. Aschl kommt von mittelhochdeutsch asche (‚Esche‘) und kann demnach erst seit dem Mittelalter der Name des Baches sein.
Der Aschler Bach diente im Laufe der Zeit mehrmals als administrative Grenze von regionaler oder überregionaler Bedeutung:
- Im Hochmittelalter war er vermutlich die Grenze zwischen den Grafschaften Vinschgau und Bozen.
- In der Folge war er zumindest bis ins Spätmittelalter die Südgrenze des Burggrafenamts.
- Mit dem Frieden von Schönbrunn 1809 bildete der Aschler Bach die Grenze zwischen dem napoleonischen Königreich Italien und der bayrischen Herrschaft in Tirol.

Gargazon gehörte bis zum Ende des Ersten Weltkriegs innerhalb der Grafschaft Tirol zum Gerichtsbezirk Meran und war Teil des Bezirks Meran.

## Politik

### Bürgermeister
Bürgermeister seit 1952:
- Fridolin Thuile: 1952–1960
- Karl Adami: 1960–1968
- Johann Zischg: 1968–1974
- Rudolf Bertoldi: 1974–2010
- Armin Gorfer: 2010–2025
- Bernhard Paris: seit 2025

### Wappen
Das Wappen von Gargazon zeigt auf rotbraunem Berg, ein Hinweis auf das rötlich schimmernde Gestein der Gegend, den Bozner Quarzporphyr, in Silber den Bergfried Kröllturm. Er wurde wahrscheinlich von Berthold Chrello von Trautson im Jahre 1240 erbaut. Die drei stilisierten Laubbäume weisen auf den lebenswichtigen Obstanbau in der Gemeinde hin.

## Bevölkerung
Gargazon ist gemäß den erhobenen Sprachgruppenzugehörigkeitserklärungen bzw. Sprachgruppenzuordnungserklärungen eine mehrheitlich deutschsprachige Gemeinde. Als Berechnungsgrundlage der folgenden Prozentwerte wurden die gültigen Erklärungen von Personen mit italienischer Staatsbürgerschaft herangezogen.
| Sprache     | 1981    | 1991    | 2001    | 2011    | 2024    |
| ----------- | ------- | ------- | ------- | ------- | ------- |
| Deutsch     | 74,88 % | 77,94 % | 78,22 % | 78,68 % | 80,51 % |
| Italienisch | 25,12 % | 21,70 % | 21,32 % | 20,33 % | 18,41 % |
| Ladinisch   | 0,00 %  | 0,36 %  | 0,46 %  | 0,99 %  | 1,08 %  |

## Bildung
In Gargazon gibt es einen deutsch- und einen italienischsprachigen Kindergarten. Das einzige schulische Angebot in der Gemeinde ist die deutschsprachige Grundschule.
Die Bibliothek verfügt über einen großen Bestand an Büchern, Zeitschriften und anderen Medien. Der Bestand wird weiterhin aufgebaut und gepflegt.

## Verkehr
Die Hauptstraße, die durch das Dorfzentrum führt, wurde durch den Bau der Schnellstraße Meran–Bozen („MeBo“) wesentlich entlastet. Der Bahnhof Gargazon an der Bahnstrecke Bozen–Meran ist vom Ortskern schnell erreichbar. Die entlang der Etsch verlaufende Radroute 2 „Vinschgau–Bozen“ verknüpft die Gemeinde mit dem regionalen Radwegnetz.

## Wirtschaft
In der Landwirtschaft werden verschiedene Apfelsorten angebaut, die großteils von der örtlichen Obstgenossenschaft vermarktet werden.
Als Ferienort ist Gargazon im Frühjahr zur Zeit der Blüte, im Sommer zum Wandern und Radfahren und im Herbst zur Erntezeit sehr beliebt.
Durch die zentrale Lage ist Gargazon Ausgangspunkt für unzählige Ausflüge zu Fuß oder mit dem Fahrrad, sowie für Tagestouren mit Auto oder Motorrad (Dolomitenrundfahrt, Gardasee, Venedig).
Der Ferienort liegt etwas abseits des Touristenrummels. Die Kurstadt Meran und die Landeshauptstadt Bozen sind jedoch innerhalb weniger Minuten mit Auto, Bus oder Zug zu erreichen.

## Sehenswürdigkeiten
In Gargazon befinden sich zwei Kirchen; beide stehen unter Denkmalschutz.

### Alte Pfarrkirche zum Hl. Johannes der Täufer

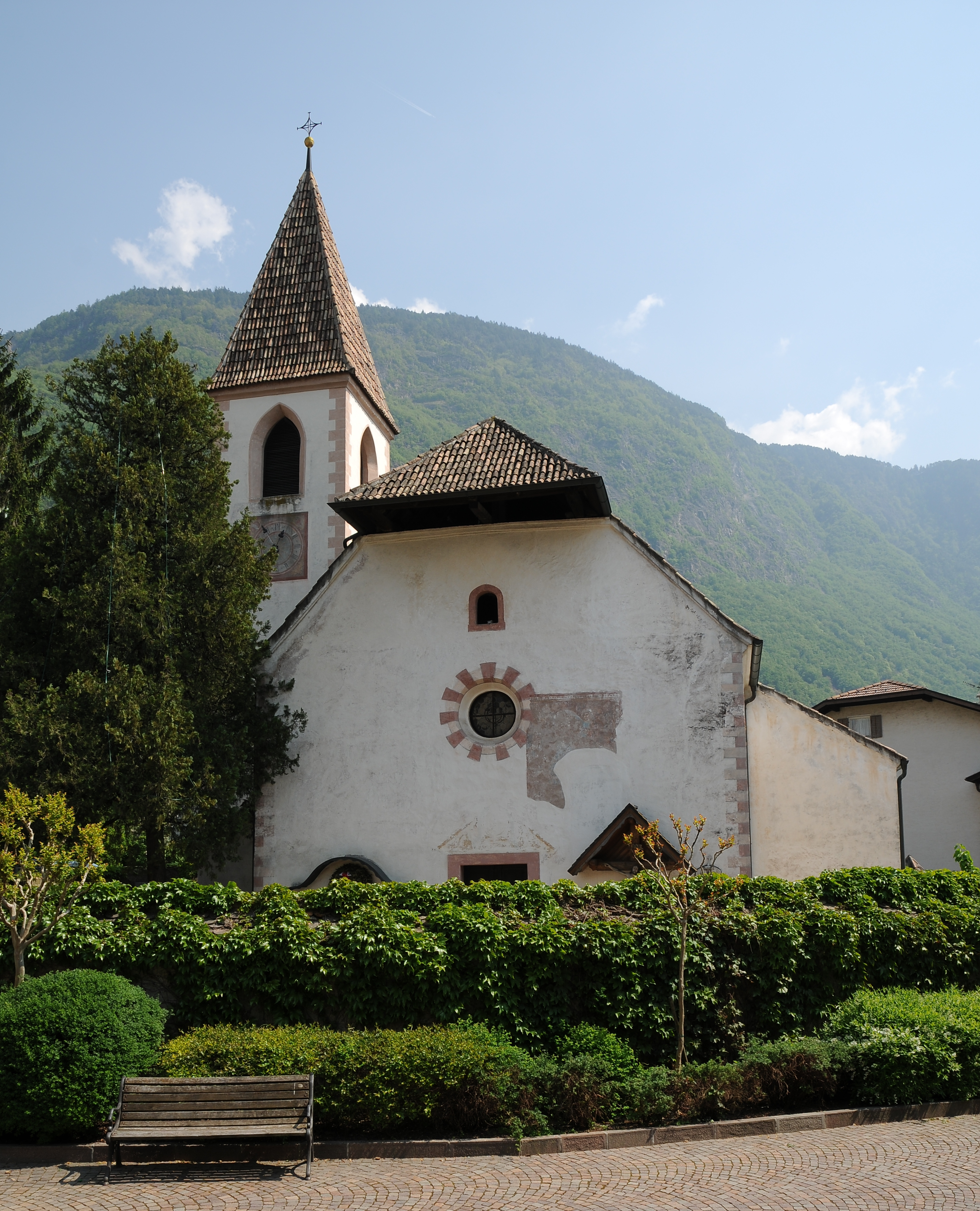
Alte Pfarrkirche zum Hl. Johannes der Täufer

Schon 1337 wird eine Kirche in Gargazon erwähnt. Es ist die alte Kirche, die jetzt als Totenkapelle dient. Sie ist öfters umgebaut und restauriert worden, zuletzt im Jahre 1981. Nun ist die im gotischen Baustil errichtete Kirche das Schmuckstück des Dorfes. Sie hat einen 13,5 m hohen Spitzturm, einen vielwinkligen Choralabschluss und ein Tonnengewölbe. Der Altar ist aus Stuckmarmor; das Altarbild zeigt die Taufe Christi. Die auf dem Kirchengelände befindliche Tanne wird jedes Jahr in der Weihnachtszeit beleuchtet. Das Kriegerdenkmal befindet sind an der Westseite des Gebäudes. Ebenso wird hier das alljährliche Johannesfest (24. Juni) gefeiert.

### Pfarrkirche

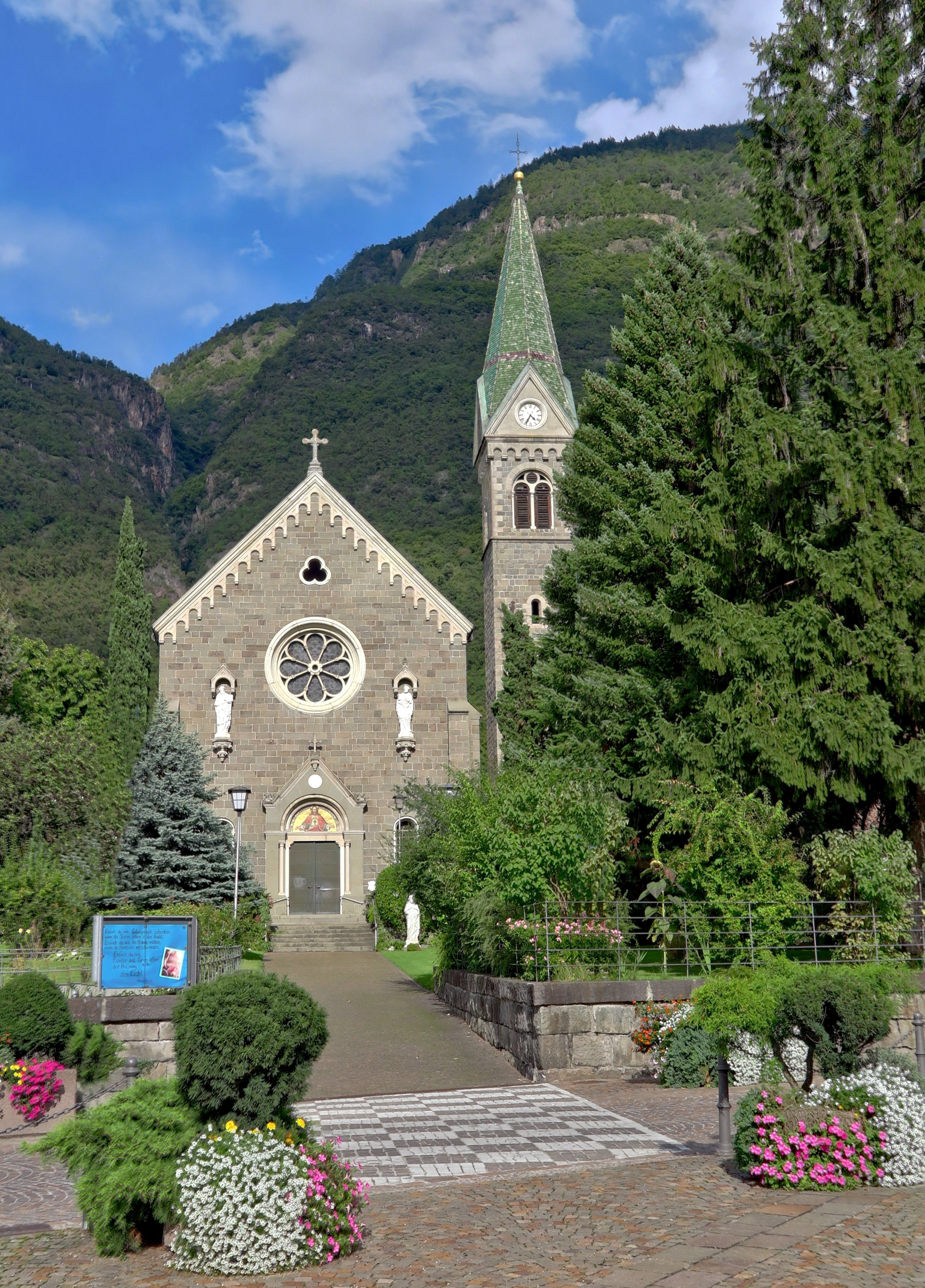
Pfarrkirche Herz Jesu

Im Jahre 1899 begann man in Gargazon mit dem Bau einer neuen Kirche, die dem Herz Jesu geweiht werden sollte, denn die alte war so klein, dass sie nicht einmal für die Hälfte der damaligen Bevölkerung genügte. Am 13. Mai 1900 wurde der Grundstein gelegt und 1902 war die Kirche bis auf den Oberbau des Turmes vollendet. Das Mosaikbild über dem Hauptportal, Jesus Christus mit geöffneten Händen, wurde im Dezember 1903 eingesetzt. Geweiht wurde die Kirche erst am 13. Mai 1928 durch Bischof Celestino Endrici aus Trient (13. Mai). Der Turm wurde 1930 vollendet und die Glocken wurden 1931 geweiht.
Der Bau ist im romanischen Stil ausgeführt. Der Porphyrstein, aus dem die ganze Kirche und auch der Turm gemauert ist, stammt aus einem nahen Steinbruch. Wegen dieses schönen Steins war ein Außenverputz nicht nötig. Die Portale und Gesimse wurden aus Sandstein und teils in gelbgrauen Trientner Marmor ausgeführt.
In letzter Zeit wurden neue Fenster und farbige Scheiben eingesetzt, die Tür des Hauptportales verkupfert, ein neuer Altar aus Sandstein aufgestellt, Lautsprecheranlagen installiert und eine Heizung eingebaut.

### Kröllturm

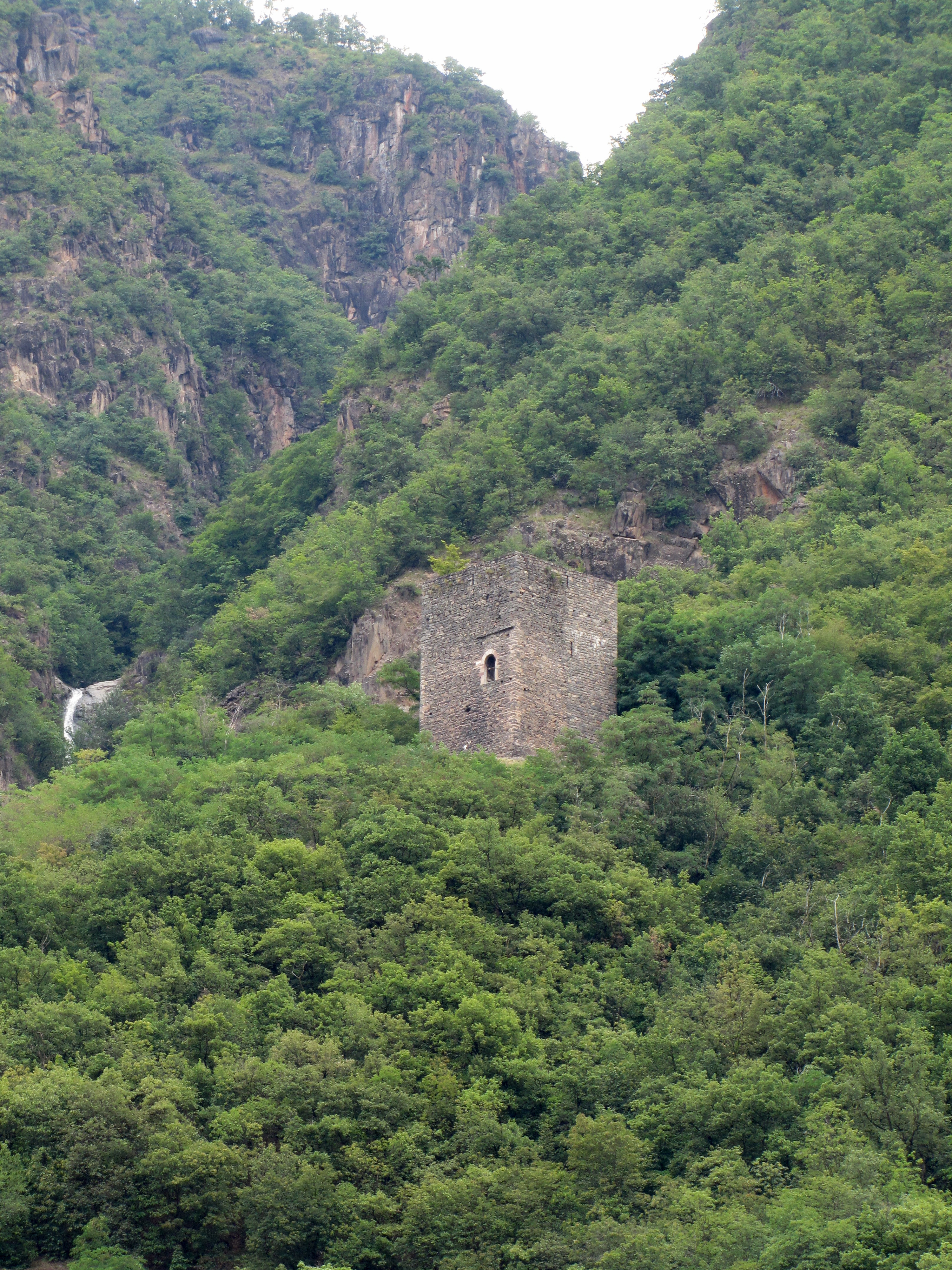
Kröllturm in Gargazon

Der Kröllturm wurde von Berthold Chrello (erstmals erwähnt 1237) aus dem Geschlecht der Trautson auf Schloss Sprechenstein errichtet, deren Wappensymbol, das nach unten offene Hufeisen, sich am Schlussstein des romanischen Hocheingangs befindet. Der Hofmann des Tiroler Grafen Meinhard II. dürfte sich hier eine kleine Burg errichtet haben, um einen zweiten Wohnsitz in der Nähe der landesfürstlichen Burg Tirol zu haben; er besaß auch die meisten Höfe in Gargazon. Es steht jedoch heute nur noch der Bergfried und da bislang keine Grabungen stattgefunden haben, ist ungeklärt ob an der dem Tal zugewandten Westseite auch ein kleiner Palas und ein Torbau standen. Die Möglichkeit, dass es sich um einen bloßen Kreidturm als Wacht- und Signalturm handelte, wird aus historischen Gründen für unwahrscheinlich gehalten. Berthold Kröll muss sich in den Kämpfen Meinhards II. mit Fürstbischof Heinrich II. von Trient auf die Seite des Letzteren gestellt haben, denn 1275 eroberte der Graf, neben vielen anderen Adelsburgen, auch den Sprechenstein bei Sterzing und den Kröllturm. 1279 stand Berthold dann im Dienst der Kärntner Grafen von Ortenburg.
Ein Weißbauer hat im September 1905 im Inneren des Turmes gegraben und dabei sieben römische Münzen gefunden. Eine Herkunft des Turms aus der Römerzeit wird aber bezweifelt. Im Jahre 1984 wurde eine eingestürzte Wand wieder errichtet.

## Wichtige Persönlichkeiten
Zu den wichtigsten Persönlichkeiten zählen:
- Pater Josef Chronst (geb. 19. März 1924 in Gargazon, gest. 17. Dezember 1997 in Algund) war während seiner priesterlichen Tätigkeit Pfarrer der Pfarrgemeinde Algund, Dekan von Tramin sowie Kooperator und Religionslehrer in Schenna, Margreid und Nals, der Erbauer der neuen Pfarrkirche von Algund sowie Ehrenbürger des Dorfes Algund und Träger des Verdienstkreuzes des Landes Tirol.
- Robert Fliri (1976–2025), Erfinder des modernen Barfußschuhs, lebte mit seiner Familie in Gargazon und ist auf dem örtlichen Friedhof begraben.